# Dánský fotbalový pohár
Dánský fotbalový pohár, oficiálním názvem Pohár Dánské fotbalové asociace (dánsky DBU Pokalen) je pohárová vyřazovací soutěž v dánském fotbale. Hraje se od roku 1955.
Aktuálním vítězem ze sezóny 2023/24 je Silkeborg IF.

## Přehled vítězů
Zdroje:
- 2024: Silkeborg IF
- 2023: FC København
- 2022: FC Midtjylland
- 2021: Randers FC
- 2020: SønderjyskE
- 2019: FC Midtjylland
- 2018: Brøndby IF
- 2017: FC København[4]
- 2016: FC København
- 2015: FC København
- 2014: Aalborg BK
- 2013: Esbjerg fB
- 2012: FC København
- 2011: FC Nordsjælland
- 2010: FC Nordsjælland
- 2009: FC København
- 2008: Brøndby IF
- 2007: Odense BK
- 2006: Randers FC
- 2005: Brøndby IF
- 2004: FC København
- 2003: Brøndby IF
- 2002: Odense BK
- 2001: Silkeborg IF
- 2000: Viborg FF
- 1999: Akademisk Boldklub
- 1998: Brøndby IF
- 1997: FC København
- 1996: Aarhus GF
- 1995: FC København
- 1994: Brøndby IF
- 1993: Odense BK
- 1992: Aarhus GF
- 1991: Odense BK
- 1990: Lyngby BK
- 1989: Brøndby IF
- 1988: Aarhus GF
- 1987: Aarhus GF
- 1986: B 1903
- 1985: Lyngby BK
- 1984: Lyngby BK
- 1983: Odense BK
- 1982: B93
- 1981: Vejle BK
- 1980: Hvidovre IF
- 1979: B 1903
- 1978: BK Frem
- 1977: Vejle BK
- 1976: Esbjerg fB
- 1975: Vejle BK
- 1974: Vanløse IF
- 1973: Randers Freja
- 1972: Vejle BK
- 1971: B 1909
- 1970: Aalborg BK
- 1969: KB
- 1968: Randers Freja
- 1967: Randers Freja
- 1966: Aalborg BK
- 1965: Aarhus GF
- 1964: Esbjerg fB
- 1963: B 1913
- 1962: B 1909
- 1961: Aarhus GF
- 1960: Aarhus GF
- 1959: Vejle BK
- 1958: Vejle BK
- 1957: Aarhus GF
- 1956: BK Frem
- 1955: Aarhus GF